# Spilosoma rostagnoi
Spilosoma rostagnoi är en fjärilsart som beskrevs av Charles Oberthür 1911. Spilosoma rostagnoi ingår i släktet Spilosoma och familjen björnspinnare. Inga underarter finns listade i Catalogue of Life.